# CJ Davis
CJ Davis (Hagerstown, ...) è un giocatore di football americano statunitense che milita nel ruolo di cornerback nei Kiel Baltic Hurricanes.